# Alpen Cup kobiet w skokach narciarskich 2013/2014
Alpen Cup kobiet w skokach narciarskich 2013/2014 rozpoczął się 14 sierpnia 2013 w Pöhla, a zakończył się 11 stycznia 2014 w Predazzo. Rozegranych zostało 10 konkursów z 14 planowanych, z powodu wysokich temperatur i braku śniegu odwołano konkursy w Achomitz i Žiri. Zawody rozgrywane były w Szwajcarii, Niemczech i Włoszech. Zwyciężczynią rozstała Austriaczka Elisabeth Raudaschl.

## Kalendarz i wyniki
| Lp                                              | Data                                            | Miejscowość                                     | Skocznia                                        | HS                                              | Uwagi                                           | 1. miejsce          | 2. miejsce          | 3. miejsce          |
| ----------------------------------------------- | ----------------------------------------------- | ----------------------------------------------- | ----------------------------------------------- | ----------------------------------------------- | ----------------------------------------------- | ------------------- | ------------------- | ------------------- |
| 1.                                              | 14 sierpnia 2013                                | Pöhla                                           | Pöhlbachschanze                                 | HS-65                                           | –                                               | Gianina Ernst       | Melanie Häckert     | Zdena Pešatová      |
| 2.                                              | 15 sierpnia 2013                                | Pöhla                                           | Pöhlbachschanze                                 | HS-65                                           | –                                               | Gianina Ernst       | Melanie Häckert     | Elisabeth Raudaschl |
| 3.                                              | 17 sierpnia 2013                                | Bischofsgrün                                    | Ochsenkopfschanze                               | HS-71                                           | –                                               | Elisabeth Raudaschl | Veronika Zobel      | Zdena Pešatová      |
| 4.                                              | 18 sierpnia 2013                                | Bischofsgrün                                    | Ochsenkopfschanze                               | HS-71                                           | –                                               | Elisabeth Raudaschl | Gianina Ernst       | Anna Rupprecht      |
| 5.                                              | 13 września 2013                                | Einsiedeln                                      | Simon Ammann-Schanze                            | HS-77                                           | –                                               | Lisa Wiegele        | Elisabeth Raudaschl | Agnes Reisch        |
| 6.                                              | 14 września 2013                                | Einsiedeln                                      | Simon Ammann-Schanze                            | HS-77                                           | –                                               | Elisabeth Raudaschl | Timna Moser         | Sonja Schoitsch     |
| 7.                                              | 21 grudnia 2013                                 | Rastbüchl                                       | Baptist-Kitzlinger-Schanze                      | HS-79                                           | –                                               | Elisabeth Raudaschl | Melanie Häckert     | Claudia Purker      |
| 8.                                              | 22 grudnia 2013                                 | Rastbüchl                                       | Baptist-Kitzlinger-Schanze                      | HS-79                                           | –                                               | Melanie Häckert     | Elisabeth Raudaschl | Sophia Görlich      |
| 9.                                              | 10 stycznia 2014                                | Predazzo                                        | Trampolino Dal Ben                              | HS-106                                          | –                                               | Ema Klinec          | Anna Rupprecht      | Urša Bogataj        |
| 10.                                             | 11 stycznia 2014                                | Predazzo                                        | Trampolino Dal Ben                              | HS-106                                          | –                                               | Urša Bogataj        | Anna Rupprecht      | Melanie Häckert     |
| –                                               | 7 lutego 2014                                   | Achomitz                                        | Natursprunganlage                               | HS-80                                           | [ a ]                                           | odwołany            | odwołany            | odwołany            |
| –                                               | 8 lutego 2014                                   | Achomitz                                        | Natursprunganlage                               | HS-80                                           | [ a ]                                           | odwołany            | odwołany            | odwołany            |
| –                                               | 22 lutego 2014                                  | Žiri                                            | Nordijski Center Račeva                         | HS-66                                           | [ a ]                                           | odwołany            | odwołany            | odwołany            |
| –                                               | 23 lutego 2014                                  | Žiri                                            | Nordijski Center Račeva                         | HS-66                                           | [ a ]                                           | odwołany            | odwołany            | odwołany            |
| Alpen Cup kobiet 2013/14 – klasyfikacja końcowa | Alpen Cup kobiet 2013/14 – klasyfikacja końcowa | Alpen Cup kobiet 2013/14 – klasyfikacja końcowa | Alpen Cup kobiet 2013/14 – klasyfikacja końcowa | Alpen Cup kobiet 2013/14 – klasyfikacja końcowa | Alpen Cup kobiet 2013/14 – klasyfikacja końcowa | Elisabeth Raudaschl | Melanie Häckert     | Anna Rupprecht      |

## Statystyki indywidualne
| Zawodniczka | Pöhla   | Pöhla   | Bischofsgrün | Bischofsgrün | Einsiedeln | Einsiedeln | Rastbüchl | Rastbüchl | Predazzo | Predazzo |
| Austria | Austria | Austria | Austria      | Austria      | Austria    | Austria    | Austria   | Austria   | Austria  | Austria  |
| --- | ------- | ------- | ------------ | ------------ | ---------- | ---------- | --------- | --------- | -------- | -------- |
| Johanna Haselwanter | –       | –       | –            | –            | 5          | 8          | 12        | 16        | dns      | dns      |
| Julia Huber | 14      | 20      | 16           | 14           | 16         | 15         | 17        | 18        | 20       | 23       |
| Michaela Kranzl | 20      | 23      | 22           | 18           | –          | –          | 14        | 14        | 27       | 26       |
| Laura Kummer | 21      | 22      | 20           | 17           | –          | –          | –         | –         | –        | –        |
| Timna Moser | –       | –       | –            | –            | 12         | 2          | –         | –         | 31       | 30       |
| Claudia Purker | –       | –       | –            | –            | –          | –          | 3         | 4         | 10       | 16       |
| Elisabeth Raudaschl | 6       | 3       | 1            | 1            | 2          | 1          | 1         | 2         | 6        | 4        |
| Anna Rieser | 18      | 12      | 14           | 10           | 9          | 10         | –         | –         | –        | –        |
| Sonja Schoitsch | 7       | 9       | 7            | 11           | 4          | 3          | 5         | 6         | 8        | 6        |
| Lisa Wiegele | 16      | 8       | 13           | 22           | 1          | 4          | 9         | 13        | 16       | 15       |
| Czechy |         |         |              |              |            |            |           |           |          |          |
| Barbora Blažková | 13      | 7       | 17           | 12           | –          | –          | –         | –         | 12       | 7        |
| Karolína Indráčková | 12      | 14      | 10           | 9            | –          | –          | –         | –         | –        | –        |
| Zdena Pešatová | 3       | 4       | 3            | 6            | –          | –          | –         | –         | 24       | 25       |
| Michaela Rajnochová | 9       | 13      | 5            | 7            | –          | –          | –         | –         | 29       | 28       |
| Francja |         |         |              |              |            |            |           |           |          |          |
| Marie Hoyau | –       | –       | –            | –            | 10         | 14         | 18        | 15        | 28       | 19       |
| Niemcy |         |         |              |              |            |            |           |           |          |          |
| Anna Berktold | 27      | 26      | 26           | 23           | –          | –          | 19        | 19        | –        | –        |
| Gianina Ernst | 1       | 1       | 4            | 2            | –          | –          | –         | –         | –        | –        |
| Leoni Glas | –       | –       | 27           | 26           | –          | –          | –         | –         | –        | –        |
| Luisa Görlich | 19      | 18      | 19           | 20           | 7          | 8          | –         | –         | 23       | 20       |
| Sophia Görlich | –       | –       | 25           | 29           | –          | –          | 4         | 3         | –        | –        |
| Melanie Häckert | 2       | 2       | 8            | 8            | 6          | 6          | 2         | 1         | 4        | 3        |
| Lucienne Höppner | 8       | 10      | 9            | 5            | 14         | 7          | 6         | 9         | 15       | 9        |
| Leoni Kindl | 26      | 27      | 28           | 28           | –          | –          | 13        | 11        | 26       | 27       |
| Henriette Kraus | 22      | 19      | 24           | 24           | 15         | 16         | 16        | 10        | 17       | 17       |
| Cassandra Kremer | 23      | 21      | 23           | 21           | –          | –          | 21        | 21        | –        | –        |
| Arantxa Lancho | 24      | 24      | 21           | 25           | –          | –          | 15        | 12        | 19       | 18       |
| Magdalena Lingenhöl | 25      | 25      | 29           | 27           | –          | –          | 20        | 20        | –        | –        |
| Agnes Reisch | 10      | 17      | 12           | 15           | 3          | 5          | 8         | 8         | 13       | 12       |
| Anna Rupprecht | 4       | 6       | 6            | 3            | 8          | 12         | –         | –         | 2        | 2        |
| Lena Selbach | 17      | 16      | 15           | 16           | –          | –          | 7         | 7         | 18       | 21       |
| Veronika Zobel | 5       | 4       | 2            | 4            | 11         | 11         | –         | –         | 5        | 5        |
| Polska |         |         |              |              |            |            |           |           |          |          |
| Magdalena Pałasz | –       | –       | –            | –            | –          | –          | –         | –         | 7        | 11       |
| Joanna Szwab | –       | –       | –            | –            | –          | –          | –         | –         | 21       | 23       |
| Słowenia |         |         |              |              |            |            |           |           |          |          |
| Urša Bogataj | –       | –       | –            | –            | –          | –          | –         | –         | 3        | 1        |
| Anja Javoršek | –       | –       | –            | –            | –          | –          | –         | –         | 9        | 8        |
| Barbara Klinec | –       | –       | –            | –            | –          | –          | –         | –         | 13       | 13       |
| Ema Klinec | –       | –       | –            | –            | –          | –          | –         | –         | 1        | dns      |
| Agata Stare | –       | –       | –            | –            | –          | –          | –         | –         | 25       | 22       |
| Szwajcaria |         |         |              |              |            |            |           |           |          |          |
| Erja Zelger | –       | –       | –            | –            | 19         | 19         | –         | –         | 30       | 29       |
| Włochy |         |         |              |              |            |            |           |           |          |          |
| Veronica Gianmoena | 11      | 15      | 10           | 13           | 17         | 13         | 10        | 5         | 11       | 10       |
| Lara Malsiner | 15      | 11      | 18           | 19           | 13         | 17         | 11        | 17        | 22       | 13       |
| Alice Puntel | –       | –       | –            | –            | 18         | 18         | –         | –         | –        | –        |
| Legenda |         |         |              |              |            |            |           |           |          |          |
| 1-3 4-30 poniżej 30 dns – Zawodniczka zgłoszona nie wystartowała w konkursie. dsq – Zawodniczka została zdyskwalifikowana w konkursie. - – Zawodniczka nie została zgłoszona do konkursu. 1 – Zawodniczka nie wystartowała w drugiej serii |         |         |              |              |            |            |           |           |          |          |

## Klasyfikacja generalna
| Miejsce | Zawodnik            | Występy | Punkty | Strata |
| ------- | ------------------- | ------- | ------ | ------ |
| 1.      | Elisabeth Raudaschl | 10      | 750    | –      |
| 2.      | Melanie Häckert     | 10      | 594    | -156   |
| 3.      | Anna Rupprecht      | 8       | 404    | -346   |
| 4.      | Sonja Schoitsch     | 10      | 392    | -358   |
| 5.      | Veronika Zobel      | 8       | 363    | -387   |
| 6.      | Gianina Ernst       | 4       | 330    | -420   |
| 7.      | Lisa Wiegele        | 10      | 306    | -444   |
| 8.      | Lucienne Höppner    | 10      | 300    | -450   |
| 9.      | Agnes Reisch        | 10      | 289    | -461   |
| 10.     | Veronica Gianmoena  | 10      | 241    | -509   |
| 11.     | Zdena Pešatová      | 6       | 233    | -517   |
| 12.     | Lara Malsiner       | 10      | 166    | -584   |
| 13.     | Urša Bogataj        | 2       | 160    | -590   |
| 14.     | Lena Selbach        | 8       | 155    | -595   |
| 15.     | Claudia Purker      | 4       | 151    | -599   |
| 16.     | Barbora Blažková    | 6       | 150    | -600   |
| 17.     | Julia Huber         | 10      | 139    | -611   |
| 18.     | Michaela Rajnochová | 6       | 135    | -615   |
| 18.     | Luisa Görlich       | 8       | 135    | -615   |
| 18.     | Henriette Kraus     | 10      | 135    | -615   |
| 21.     | Anna Rieser         | 6       | 134    | -616   |
| 22.     | Sophia Görlich      | 4       | 118    | -632   |
| 23.     | Johanna Haselwanter | 4       | 114    | -636   |
| 24.     | Timna Moser         | 3       | 103    | -647   |
| 25.     | Ema Klinec          | 1       | 100    | -650   |
| 26.     | Karolína Indráčková | 4       | 95     | -655   |
| 27.     | Arantxa Lancho      | 8       | 93     | -657   |
| 28.     | Marie Hoyau         | 6       | 88     | -662   |
| 29.     | Michaela Kranzl     | 8       | 86     | -664   |
| 30.     | Leoni Kindl         | 8       | 68     | -682   |
| 31.     | Anja Javoršek       | 2       | 61     | -689   |
| 32.     | Magdalena Pałasz    | 2       | 60     | -690   |
| 33.     | Cassandra Kremer    | 6       | 56     | -694   |
| 34.     | Anna Berktold       | 6       | 46     | -704   |
| 35.     | Laura Kummer        | 4       | 44     | -706   |
| 36.     | Magdalena Lingenhöl | 6       | 40     | -710   |
| 36.     | Barbara Klinec      | 2       | 40     | -710   |
| 38.     | Erja Zelger         | 4       | 27     | -723   |
| 39.     | Alice Puntel        | 2       | 26     | -724   |
| 40.     | Joanna Szwab        | 2       | 18     | -732   |
| 41.     | Agata Stare         | 2       | 15     | -735   |
| 42.     | Leoni Glas          | 2       | 9      | -741   |